# Фабрый, Алексей Иванович
Алексей Иванович Фабрый (род. 17 февраля 1953 года) — советский и российский лётчик, старший инспектор-лётчик 461-го штурмового авиационного полка 4-й воздушной армии, полковник.

## Биография
Родился 17 февраля 1953 года в станице Тбилисская Тбилисского района Краснодарского края.
В Военно-Воздушных Силах с 1970 года. С 1974 года служил лётчиком-инструктором в Борисоглебском ВВАУЛ, затем в строевых частях ВВС. С 1986 по 1987 год участвовал в боевых действиях в Афганистане в составе ограниченного контингента советских войск в должности заместителя командира 378 Отдельного штурмового авиационного полка, в пункте постоянной дислокации - аэродром провинции Баграм.
3 декабря 1986 года при выполнении боевого вылета был сбит ПЗРК "Стингер", катапультировался и после приземления был эвакуирован на аэродром города Кабул.
С конца 1994 года участвовал в боевых действиях в Чеченской республике. Совершил 123 боевых вылета, уничтожил 12 самолётов на аэродромах, 9 единиц автомобильной и боевой техники, 6 огневых точек.
За мужество и героизм, проявленные при выполнении специального задания, Указом Президента Российской Федерации от 13 июня 1996 года полковнику Фабрый Алексею Ивановичу присвоено звание Героя Российской Федерации с вручением знака особого отличия медали «Золотая Звезда».
Продолжал службу в Российской Армии. В настоящее время в запасе. Живёт в Москве.